# Пламя изнутри
Пламя изнутри — студийный инструментальный альбом группы Оргия Праведников. Диск позиционируется группой как полноценный альбом, и состоит из инструментальных версий избранных песен с альбомов «Для тех, кто видит сны. Vol.1», «Для тех, кто видит сны. Vol.2» и макси-сингла «Шитрок». Концерты-презентации альбома прошли 3 июня 2018 года в Санкт-Петербурге и 9 июня в Москве, причём оба они помимо выхода альбома были также приурочены к девятнадцатилетию группы.
Дизайн буклета и обложки выполнил Александр Уткин.

## Список композиций
1. Белое на Белом
2. 78-й
3. The Catcher in the Rye
4. Шитрок
5. Путь во льдах
6. Вдаль, по синей воде
7. Скименъ
8. Чёрная земля
9. Вперёд и вверх!
10. Рыцари неба

## Участники записи
Группа Оргия Праведников:
- Сергей Калугин — акустическая гитара
- Алексей Бурков — электрогитара, акустическая гитара, мандолина, перкуссия
- Юрий Русланов — флейты, рояль, синтезатор, перкуссия, программирование
- Артемий Бондаренко — бас-гитара, программирование
- Александр Ветхов — ударные, перкуссия

А также:
- Таисия Кислякова — виолончель («78-й», «Рыцари неба»)
- Елена Юркина — сопрано («78-й», «The Catcher in the Rye», «Шитрок», «Вдаль по синей воде», «Вперёд и вверх!»)
- Ирина Вылегжанина — виолончель («Белое на белом», «Шитрок», «Путь во льдах», «Чёрная земля», «Вперёд и вверх!»)
- Наталья Нгуен — рояль («78-й»)
- Александр Миткевич — труба («78-й», «The Catcher in the Rye», «Путь во льдах»)
- Максим Семенов — валторна («78-й»)
- Ростислав Квасов — тромбон («78-й»)
- Андрей Равин — перкуссия («Скименъ», «Вперёд и вверх!)»
- Наталья Иванова — аккордеон («Шитрок»)
- Денис Забавский — балалайка («Шитрок»)
- Елена Забавская — домра («Шитрок»)
- Олег Козлов — перкуссия («Шитрок»)
- Елена Ярыгина (Михайлова) — народный вокал («Шитрок»)